# Postgeschichte von Braunlage
Die Postgeschichte von Braunlage beschreibt die geschichtliche Entwicklung des Postwesens in Braunlage seit dem 19. Jahrhundert.

## Geschichte

Herzoglich braunschweigische Poststempel von Braunlage

Am 1. Oktober 1838 wurde die Herzoglich Braunschweigische Post-Expedition zu Braunlage eröffnet. Die Einrichtung stand in Zusammenhang mit Anlegung Königl. Hannoverscher Fahrposten von Osterode über Clausthal, das Sonnenberger Weghaus, Braunlage und Elbingerode nach Blankenburg et vice versa.  Auf Briefen findet man aus dieser Zeit den Einzeilenstempel „Braunlage.“ mit Punkt. Ihm folgt 1847 ein Zweikreissehnenstempel, bei dem das Datum handschriftlich einzutragen war. 1856 erhielt Braunlage einen Rechteckstempel mit Datum und Uhrzeit in Ziffern, getrennt durch einen Stern. Zur Entwertung der braunschweigischen Freimarken war der Rostgitterstempel „7“ in Verwendung.
Am 1. September 1842 kam es zur Errichtung eines Zwischen-Relais zu Königskrug und einer Poststation zu Hohegeiß betr. „Entfernungen von Königskrug: Harzburg 2¾, Braunlage ½ und Hohegeiß 1¾ Meile. Entfernung von Hohegeiß: Nordhausen 3¼, Braunlage 1¼, Königskrug 1¼, Zorge 1, Walkenried 1½, Hasselfelde 2¼ und Tanne 1¼ Meilen.“ Das Zwischen-Relais im Königskrug ist Ende 1844 nach dem sogenannten Torfhaus (Borkenkrug) verlegt worden.
Die Reichspost erhob 1884 die Postanstalt in Braunlage zum Postamt III. Klasse.